# Frank Thiel
Frank Thiel (født 24. juli 1970) er en dansk skuespiller.
Han er uddannet fra Statens Teaterskole 1999 og har siden medvirket i over 40 spillefilm og  tv serier, men de fleste kender ham nok fra rollen som Anna Pihls bror i tv-serien af samme navn. Frank blev i 2007 nomineret til en robert for sin rolle i Pernille Fischer Christensens debut film en Soap . Samme år modtog han tilmed en Reumert for sin rolle i teater forestillingen Hjem kære hjem på Teater Grob. I 2012 til 2020 var han en del af ensemblet på Mungo park I Kolding. Han har fem børn og bosiddende i Odense.   

## Filmografi
- Klatretøsen (2002)
- Kald mig bare Aksel (2002)
- Lykkevej (2003)
- Familien Gregersen (2004)
- Kongekabale (2004)
- Den store dag (2005)
- Opmed humøret (2005)
- Veninder (2005)
- en Soap (2006)
- De fortabte sjæles ø (2005)
- Fighter (2007)
- Vølvens forbandelse (2009)
- Superbror (2009)
- Anti (2016)

### Tv-serier
- Nikolaj og Julie (2002-2003)
- Klovn (2005)
- Anna Pihl (2006-2007)
- Store Drømme (2010)
- Rejseholdet (2000)
- Hotellet (2000)
- Maj og Charlie (2008)
- Jesus og Josefine (2003)

## Teater
Frank er ensembleskuespiller på teatret Mungo Park Kolding (2012-)
- "Smilet er den korteste afstand" (2012, 2015)
- "Tjenerne på Sans Souci II" (2012, 2013)
- "Honningkagebyen" (2013)
- "Nabokrig" (2013)
- "Rindal" (2014, 2015)
- "Elle Belle Bolle" (2014, 2015)
- "Anne Marie gift Carl-Nielsen" (2015)
- "Yahya Hassans Digte" (2015)
- "De Stuerene" (2016)